# Aeropuerto de Pointe Vele
El Aeropuerto de Pointe Vele (IATA: FUT, OACI: NLWF) es un aeropuerto situado en la colectividad de ultramar francesa de Wallis y Futuna, territorio ubicado al sur del océano Pacífico, entre Fiyi y Samoa.
Se encuentra situado al este de la isla Futuna, la segunda isla en tamaño y población de la colectividad, y a 10 km de la capital de la misma Leava.

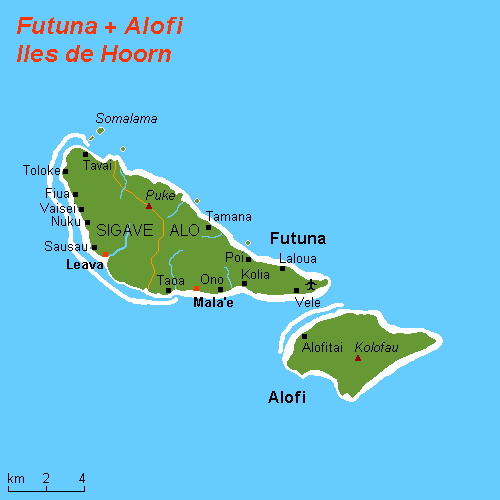
Mapa de la Isla Futuna donde aparece la ubicación del Aeropuerto de Pointe Vele al este de la misma, cerca de la isla Alofi.

## Aerolíneas y destinos
Aircalin
- Isla Wallis, Wallis y Futuna (Aeropuerto de Hihifo)